# Jack Rawlings
John William Rawlings, detto Jack (Hackney, 18 giugno 1923 – 21 settembre 2016), è stato un calciatore inglese, di ruolo attaccante.

## Carriera

### Nazionale
Venne convocato nella Nazionale britannica che partecipò ai Giochi olimpici del 1948, disputò solo uno dei quattro incontri giocati dalla sua Nazionale in quell'edizione.